# Svartsjön (Kisa socken, Östergötland)
Svartsjön är en sjö i Kinda kommun i Östergötland och ingår i Motala ströms huvudavrinningsområde.